# Ödön Földessy
Ödön Földessy (Békés, 1º luglio 1929 – Budapest, 9 giugno 2020) è stato un lunghista ungherese.

## Palmarès

### Olimpiadi
- Bronzo a Helsinki 1952 nel salto in lungo.

### Europei
- Oro a Berna 1954 nel salto in lungo.